# 方濟各·馬哈爾斯基
方濟各·馬哈爾斯基（波蘭語：Franciszek Macharski，1927年5月20日—2016年8月2日）是波蘭籍天主教司鐸級樞機及克拉科夫總教區榮休總主教。

## 生平
馬哈爾斯基出生於1927年5月20日，波蘭第二共和國小波蘭省的首府克拉科夫。二戰期間，他曾被納粹德國成為勞工。隨後進入克拉科夫神學院，在那裡他還學習神學。
於1950年4月2日，在克拉科夫總教區晉鐸。後來到瑞士弗里堡繼續神學研究。他於1960年獲得博士學位。
1978年10月16日，克拉科夫總教區總主教卡羅爾·約澤夫·沃伊蒂瓦當選成為第264任教宗，名為若望·保祿二世。同年12月29日新任教宗若望·保祿二世任命馬哈爾斯基出任克拉科夫總教區總主教。1979年1月6日由若望·保祿二世親自晉牧，並於同年1月28日正式就任。
同年6月30日，又被時任教宗冊封為司鐸級樞機。他曾參與2005年教宗選舉秘密會議，當時選出的是教宗本篤十六世。
2005年6月3日榮休，由斯坦尼斯瓦夫·濟維齊接替擔任克拉科夫總教區正權總主教。
在2016年7月28日，時任教宗方濟各在出席世界青年日期間到克拉科夫醫院探望處於昏迷狀態的馬哈爾斯基。他於8月2日去世，享年89歲。

## 牧徽

弗朗齊謝克·馬哈爾斯基枢机牧徽